# Bengtsår
Bengtsår es una isla en el municipio de Hanko, en el país europeo de Finlandia. Se utiliza principalmente por la gente en la ciudad de Helsinki para establecer campamentos anuales de verano para niños. Se localiza en las coordenadas geográficas 59°54′26″N 23°06′46″E / 59.90722, 23.11278.